# Repton
Repton – wieś w środkowej Anglii (Wielka Brytania), w hrabstwie Derbyshire, w dystrykcie South Derbyshire, położona w dolinie rzeki Trent, na jej południowym brzegu, około 7 km na północny wschód od miasta Burton upon Trent i 9 km na południowy zachód od Derby. W 2011 roku liczyła 2629 mieszkańców.